# 蒙韦尔
蒙韦尔（法語：Montvert，法語發音：[mɔ̃vɛʁ]）是法国康塔尔省的一个市镇，位于该省西部，和科雷兹省接壤，属于欧里亚克区。

## 地理
蒙韦尔（44°59'43"N, 2°9'37"E）面积11.37 平方千米，位于法国奥弗涅-罗讷-阿尔卑斯大区康塔爾省，该省份为法国中南部省份，位于法國中央高原中心，北起科雷兹省、上盧瓦爾省和多姆山省，西接洛特省和科雷兹省，南至阿韦龙省和洛特省，东临上盧瓦爾省和洛泽尔省。
与蒙韦尔接壤的市镇（或旧市镇、城区）包括：拉罗克布鲁、鲁菲亚克、圣桑坦康塔莱斯、锡朗、古勒。

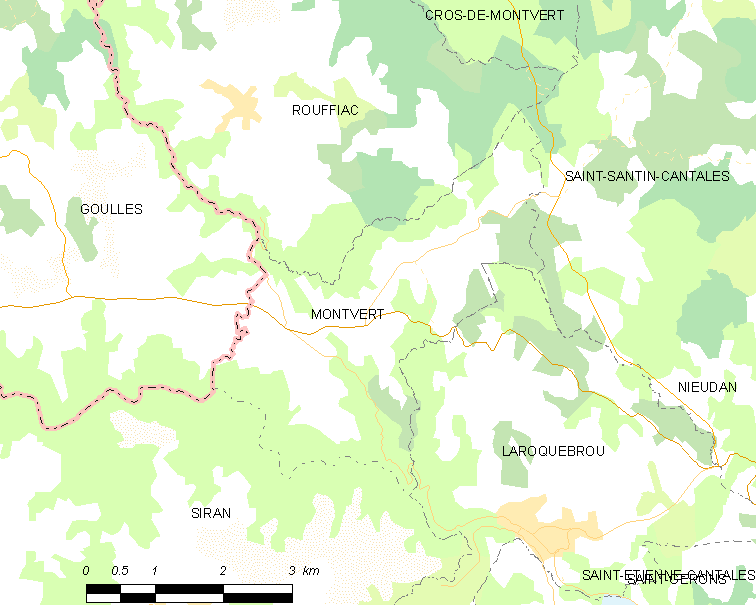
蒙韦尔的OSM定位图

蒙韦尔的时区为UTC+01:00、UTC+02:00（夏令时）。

## 行政
蒙韦尔的邮政编码为15150，INSEE市镇编码为15135。

## 政治
蒙韦尔所属的省级选区为圣保罗德朗德县。

## 人口

1962-2008年间蒙韦尔人口变化图示

蒙韦尔于2022年1月1日时的人口数量为113人。